# Wilkowia
Wilkowia – wieś w Polsce położona w województwie łódzkim, w powiecie kutnowskim, w gminie Łanięta.
Wieś szlachecka Wilkowyja położona była w drugiej połowie XVI wieku w powiecie gostynińskim ziemi gostynińskiej województwa rawskiego. W latach 1975–1998 miejscowość administracyjnie należała do województwa płockiego.